# Смртност мајки у Индији
Смртност мајки у Индији је једна од могућих и релативно честих узрока смрти породиља током трудноће или након трудноће, укључујући и периоде након абортуса или након порођаја.  Различите земље и културе имају различите стопе и узроке смрти породиља.  Како унутар Индије постоје значајне разлике како у приступу здравственој заштити између региона тако и у социо-економским факторима, сходно томе, постоје и разлике у смртности мајки у различитим деловима државе, региону према демографским категоријама жена.
Трудноћа укључује рањивост породиља и због ње су жене изложене ризику да умру, а Индија је једна од многих земаља која сваке године бележи велики број смртних случајева жена повезаних са трудноћом.
Жене умиру као резултат компликација током и након трудноће и порођаја или побачаја. Већина ових компликација које се развију током трудноће могле су се лако спречити или излечити. У другу групу компликације су оне које су постојале пре трудноће, али су се погоршавале током трудноће, посебно ако нису праћене и лечене у оквиру неге породиље.

## Дефиниције

### Смрт породиље (матернална (мајчинска) смртност)
Смрт породиље  или   матернална (мајчинска) смртност је смртност жене за време трудноће, на порођају и шест недеља (42 дана) после порођаја, независно од трајања или локализације трудноће. Она може настати због било ког узрока у вези са трудноћом или са погоршањем тока трудноће или при њеном вођењу, али не као последица случајних или узгредних узорка.
Генерално се прави разлика између„ директне мајчине смрти “која је последица компликација саме трудноће, порођаја или неге и„ индиректног узрока смрти “која је смрт повезана са трудноћом код пацијента са већ постојећим или недавним здравственим проблемом. Остале смрти које се догоде током трудноће и нису с њом повезане називају се случајним, задесним или неакушерским.

### Умрла мајка
Годишњи број женских смртних случајева из било ког узрока који је повезан или је отежан трудноћом или њеним управљањем (изузимајући случајне или задесне узроке) током трудноће и порођаја или у року од 42 дана од прекида трудноће, без обзира на трајање и место трудноће , изражено на 100 000 живорођених, за одређени временски период. 

### Смртност породиља у вези с трудноћом
Смрт настала током трудноће, порођаја и пуерперијума, дефинише се као: смрт жене током трудноће или у року од 42 дана од прекида трудноће, без обзира на узрок смрти (акушерска и неакушерска смрт ). Смртност у вези с трудноћом је смрт жена у току трудноће или 42 дана по завршетку трудноће, независно од узрока смрти.

### Касна смртност породиља
Касна смртност породиље је смрт жена услед директних или индиректних акушерских компликација после више од 42 дана, али мање од годину дана после завршетка трудноће или након прекида трудноће.

### Индиректна акушерска смрт
Индиректна акушерска смрт је она која је последица претходне постојеће болести или болести која се развила током трудноће и која није настала услед директних акушерских узрока, већ је погоршана физиолошким ефектима трудноће. Пример: код жене која има шећерну болест, када затрудни, њена трудноћа погоршава шећерну болест и она од ње умире.

### Живорођенче
Потпуно избацивање или вађење производа зачећа из тела  мајке, без обзира на трајање трудноће, која, након таквог раздвајања, удише или показује било какве друге доказе о животу као што су куцање срца, пулсирање пупчане врпце или одређено кретање вољних мишића, без обзира да ли је пупчана врпца пресечена или није или је плацента причвршћена. (ИЦД-10) 

### Извештавање о смртности мајки
Међународно извештавање о смртности мајки у склопу међународног извештавања о смртности мајки, прихвата само оне смртни случајеви мајки који су се догодили пре истека 42-дневног референтног периода  и треба да буду укључени у израчунавање различитих односа и стопа. Праћење  каснијих смртних случајева омогућава добијање информација за национално, регионално и глобално разумевању ових догађаја без обзира да ли је пупчана врпца пресечена или није или је плацента причвршћена. (ИЦД-10) 

### Доживотни ризик од мајчине смрти
Доживотни ризик од мајчине смрти је вероватноћа да мајка затрудни и вероватноћа да умре као резултат те трудноће због кумулираних животних ризика од мајчине смрти током репродуктивних година жене.

### Показатељи смртности породиља
Показатељ који се користи за израчунавање смртности породиља требло би означити само у односу на број живорођења или на број укупних рођења (живорођења плус смрти фетуса). Ако су доступна оба показатеља, калкулацију треба извршити за сваки појединачно.
 Подаци о смртности мајки и другим релевантним променљивим добијају се кроз базе података које воде СЗО, УНПД, УНИЦЕФ и Група Светске банке података. Подаци доступни из земаља разликују се у погледу извора и метода. С обзиром на варијабилност извора података, за сваки извор података користе се различите методе како би се дошло до процена у земљама које су упоредиве и омогућавају регионално и глобално агрегирање.   Однос материнске смртности (ММР) дефинисан је као број умрлих мајки током датог временског периода на 100.000 живорођених у истом временском периоду. Приказује ризик од мајчине смрти у односу на број живорођених и у основи бележи ризик од смрти у једној трудноћи или по једном живорођеном детету.

## Историја
Индија која је доприносила 1/5 глобалног терета апсолутних смртности мајки, достигла је процењени годишњи пад коефицијента смртности мајки (ММР) за 4,7%.  и 3,5% годишње повећања рођених од 1990.године.   Светска здравствена организација је 2018. честитала Индији на великом смањењу смртности мајки од 2005.  године.
Деведесет и четири процента (94%) свих смртних случајева мајки догађа се у земљама са ниским и нижим средњим дохотком.
У септембру 2000. године, Уједињене нације, које су биле суочене са огромним бројем умрлих  мајки у Индији и другим земљама у развоју, обавезале су се да свој пети Миленијумски развојни циљ (МДГ 5)  буде глобално  смањењење коефицијента смртности мајки (ММР), за четвртину по нивоима од 1990. до 2015. године. Индија је потписница Миленијумске декларације усвојене на Генералној скупштини Уједињених нација у септембру 2000. године и доследно је потврђивала своју посвећеност овим развојнин циљевима. Ови МДГ циљеви били су у складу са националним развојним циљевима Индије за смањење сиромаштва и других области ускраћености.
Светска здравствена организација (СЗО) је 2018. године честитала Индији на великом смањењу смртности мајки од 2005. године, посебно последњих година, смањивши однос смртности мајки (ММР) за 77%, или са 556 на 100.000 живорођених 1990. године на 130 на 100.000 живорођених у 2016. години, што је СЗО оценила као изузетан подвиг за разлику од глобалне смртности мајки за коју се наводи да је доживела пад од 43%. 
Пре тога, различити извештаји описивали су високе стопе материнске смртности у Индији, из којих су СЗО и друга међународна тела закључили да Индија није могла да постигне Миленијумске развојне циљеве (МДГ).
Током 2005. године процењено  да је животни ризик мајке у Индији током живота износио 1 на 70. Слично томе, однос мајчинске смртности (ММР; према број умрлих мајки на 100.000 живорођених) у Индији је износио 450.
У 2010. години, отприлике једна четвртина свих смртних случајева мајки везаних за трудноћу и порођај догоди се у Индији. Статистика је показала да до 2010. године више од пола милиона жена - већина њих живи у земљама у развоју - сваке године умире од компликација везаних за трудноћу или порођај, а око четвртине ових "мајчиних" смртних случајева догодило се у Индији.
Индија је показивала сталан пад смртности мајки:
- са 254 на сваких 100.000 живорођених у периоду од 2004. до 2006. године,

- на 178 на сваких 100 000 живорођених у периоду од 2010. до 2012. године.[21]

- Према систему за регистрацију узорака (СРС), извештаји 2011-2013, које је објавио генерални секретар Индије, однос мајчинске смртности (ММР) износио је 167 на 1.000.000 живорођених у земљи.

Према Миленијумском развојном циљу (МДГ) 5, циљ је смањити однос смртности мајки (ММР) за три четвртине између 1990. и 2015. године То значи смањење ММР са 560 у 1990. на 140 у 2015. години.
У 2014. години Индија је допринела петини глобалног терета апсолутних мајчиних смртних случајева, док је према процени њен  коефицијент  материнске смртности процењен на 4,7%, а   износио је 174 умрлих на 100.000 живорођених у Индији.
Према Уреду генералног регистра, тај однос је опао са 130 у периоду од 2014 до 2016. на 122 умрлих у периоду од 2015. до 2017. године, бележећи смањење од 6,15% у односу на последње податке из анкете у периоду од 2014 до 2016 године. 
Садашњи индијски ММР је испод задатог Миленијумског развојног циља (МДГ) и води земљу на пут да постигне циљ одрживог развоја (СДГ) од ММР испод 70 умрлих на  100.000 живорођених у Индији до 2030. године.

## Стопа смртности мајки у Индији
Однос материнске смртности је број жена које умру од трудноће повезаних узрока током трудноће или у року од 42 дана од прекида трудноће на 100.000 живорођених. Подаци се процењују регресионим моделом користећи информације о уделу смртности мајки међу умрлима од АИДС-а код жена старости 15-49 година, плодности, родитељима и БДП-у.
- Стопа смртности мајки у Индији за 2017. годину била је 145,00 , што је пад од 3,33% у односу на 2016. годину.
- Стопа смртности мајки у Индији за 2016. годину износила је 150,00 , што је пад од 5,06% у односу на 2015. годину.
- Стопа материнске смртности у Индији за 2015. годину износила је 158,00 , што је пад од 4,82% у односу на 2014. годину.
- Стопа материнске смртности у Индији за 2014. годину износила је 166,00 , што је пад од 5,14% у односу на 2013. годину.

### Стопа смртности по здравственом стању
Од 1980. до 2015. године еклампсија је била у 1,5% случајева узрок смртности мајки у Индији. 
Током наведеног период, број жена које су патиле од ове болести био је идентичан, али је при карју период праћења такође дошло и до благог смањења броја смртних исхода мајки због еклампсије.

### Медицински узроци смрти
Ова слика приказује главне узроке смртних случајева повезаних са трудноћом у Сједињеним Америчким Државама од 2011. до 2014. Смрт мајке може се пратити и преко здравља мајке, што укључује физичко вежбање током читаве трудноће и приступ основној нези. Више од половине смртности мајки догоди се у прва 42 дана након рођења. Раса, локација и финансијски статус доприносе како смртности мајки која утиче на жене широм земље.
Као одговор на висок ниво смртности мајки у Тексасу, Стејт департмент је 2013. године основао Радну групу за мајчину смртност и морбидитет. Према извештају Амнести Интернатионал-а из 2010. године, пет здравствених стања заједно чини 74% свих смртних случајева мајки у САД-у.
Касне смрти мајки су све више у фокусу пажње. Напредак медицине у земљама са високим ресурсима значи да жене могу остати у животу неколико недеља или месеци након озбиљне болести повезане са трудноћом. Преглед касних смртности мајки у извештају MBRRACE-UK из 2015. године открио је да је највећи узрок касне мајчине смрти био због малигнитета (28%), а други најчешћи узрок је ментално здравље (23%); 14% касних смртности мајки било је услед самоубиства.

##### Емболија
Емболија крвних судова или зачепљење крвног суда вероватно због дубоке венске тромбозе, крвног угрушка који се формира у дубокој вени, обично у ногама, која може бити и из других дубоких вена можедовести до дугорочних ефеката или бити фатална.

##### Крварење
Јако крварење може бити узроковано прирастајем плаценте, прирастком и перкретом, пукнућем материце, ектопичном трудноћом, атонијом материце, задржаним продуктима зачећа и сужењем. Током порођаја уобичајено је изгубити између пола литре крви, у зависности од тога да ли мајка рађа природним путем или царским резом. Додатна и јака крварења, унутрашњих органи мајке могу да пређу у шок због лошег протока крви и бити фатална.
Постпорођајна крварења су најчешћи узрок смрти у целом свету и препоручују се нове иницијативе у сиромашнијим земљама - нпр. neпнеуматска одећа против шока и тампонадe.

##### Прееклампсија
Отприлике 20 недеља до порођаја, труднице могу имати повишење крвног притиска што би могло указивати на прееклампсију. Прееклампсија укључује неправилни рад јетре и бубрега, на шта указују протеини у урину, као и хипертензија. Прееклампсија такође може постати еклампсија, када мајка пада у коми, што је ретко,али фатално.

##### Инфекција
Инфекција је веома честа компликација и настаје због нарушеног имунолошког систем. Наиме када је жена трудна, њен имунолошки систем се понаша другачије од првобитног, склонији је инфекцији која може бити претећа и за мајку и за бебу. Различите врсте инфекција укључују инфекцију плодне воде и околних ткива, грип, инфекције гениталног тракта и инфекцију сепсе / крви. Грозница, језа, абнормални рад срца и дисање могу указивати на неки облик инфекције.

##### Кардиомиопатија
Кардиомиопатија, праћена увећањем срца, задебљањем и крутошћу срчаног мишића доводи до тога да срце слаби и оно на крају умире.

То може довести до ниског крвног притиска, смањене функције срца и срчане инсуфицијенције. Остали кардиоваскуларни поремећаји такође доприносе смртности мајки.
- Неки од главних узрока смртних случајева повезаних са трудноћом
- Микроскопска слика хипертрофичних крвних судова у трудноћи
- Емболија  тробоза
- Кардиомиопатија
- Крварење у бубрежном пределу

#### Постпорођајна депресија
Постпорођајна депресија се широко не лечи и непрепознаје, али може да доведе до самоубиства. Самоубиство је један од најзначајнијих узрока смртности мајки, и за које се наводи да су у многим студијама узрок број један. Постпорођајна депресија је узрокована хемијском неравнотежом услед хормоналних промена током и после рођења, дуготрајнија је и озбиљнија од „беби блуза“.

## Директни и индиректни узроци смрти

#### Директни узроци смрти
| Директни узроци смрти                          | Стопа на 100.000 материнстава |
| Тромбоза и тромбоемболија                      | 1.01                          |
| Антепартумско крварење и постпартумно крварење | 0.55                          |
| Емболија амнионске течности                    | 0.42                          |
| Сепса гениталног тракта                        | 0.29                          |
| Рана трудноћа / ектопична трудноћа             | 0.25                          |
| Прееклампсија и еклампсија                     | 0.25                          |
| Анестезија                                     | 0.13                          |

### Индиректни узроци смрти
| Индиректни узроци смрти                            | Стопа на 100.000 материнстава |
| Срчани                                             | 2.06                          |
| Индиректна сепса - грип , упала плућа / други      | 1.26                          |
| Индиректна неуролошка стања, укључујући епилепсију | 1.01                          |
| Психијатријска                                     | 0.80                          |
| Касне смрти мајки                                  |                               |

## Преваленција
Према Билтену система за регистрацију узорака из 2016. године, Индија је регистровала смањење коефицијента смртности мајки (ММР) за 26,9% почев од 2013. године. Стопа смртности породиље је опала са 167 у  периоду од 2011. до 2013. години на 130 на 100.000 становника, што је у односу на период од 2014. до 2016. године и 122 у периоду од 2015. до 2017. године,  смањење од 6,15% у односу на последње податке из анкете из периода од 2014. до 2016. године. При чему је национална здравствена заштита остала иста за жене на селу и у градовима у богатијим индијским државама.   У сиромашнијим државама градске жене много чешће користе здравствену заштити од сеоских жена. 
Стопа смртности мајки у Индији на 100.000 живорођених.
|                        | 2004-06 | 2007-09 | 2010-12 | 2011-13 | 2014-16 |
| Индија (укупно)        | 254     | 212     | 178     | 167     | 130     |
| Асам                   | 480     | 390     | 328     | 300     | 237     |
| Бихар/Џарканд          | 312     | 261     | 219     | 208     | 165     |
| Мадија Прадеш/Чатисгар | 335     | 269     | 230     | 221     | 173     |
| Oриса                  | 303     | 258     | 235     | 222     | 180     |
| Раџастан               | 388     | 318     | 255     | 244     | 199     |
| Утар Прадеш/Утараканд  | 440     | 359     | 292     | 285     | 201     |
| ЕАГ & Asam међузбир    | 375     | 308     | 257     | 246     | 188     |
| Андра Прадеш           | 154     | 134     | 110     | 92      | 74      |
| Теленгана              |         |         |         |         | 81      |
| Карнатака              | 213     | 178     | 144     | 133     | 108     |
| Керала                 | 95      | 81      | 66      | 61      | 46      |
| Тамил Наду             | 111     | 97      | 90      | 79      | 66      |
| Јужно укупан збир      | 149     | 127     | 105     | 93      | 77      |
| Гуџарат                | 160     | 148     | 122     | 112     | 91      |
| Харајана               | 186     | 153     | 146     | 127     | 101     |
| Махараштра             | 130     | 104     | 87      | 68      | 61      |
| Панџаб                 | 192     | 172     | 155     | 141     | 122     |
| Тападни Беднгал        | 141     | 145     | 117     | 113     | 101     |
| Друге државе           | 206     | 160     | 136     | 126     | 97      |
| Остали међузбир        | 174     | 149     | 127     | 115     | 93      |

## Доступност здравствене заштите по регионима
У новембру 2016. године влада Индије је покренула Pradhan Mantri Surakshit Matritva Abhiyan,  или шему безбедне трудноће, чији је циљ пружање бесплатне и свеобухватне неге деветог дана сваког месеца током трудноће. У оквиру овог пројекта трудницама се пружају бесплатни пренатални прегледи у другом или трећем тромесечју у владиним здравственим установама, укључујући ултразвук, тестове крви и урина.
Потпуна заштита односи се на најмање четири антенаталне посете, једну инјекцију тетанусног токсоида (ТТ) и таблете или сирупа  фолне киселине и гвожђа (током 100 или више дана). Ипак, пружање ових услуга женама представља изазов, посебно у сиромашнијим државама. Не више од 3,3 процента трудница у Бихару пријавило је да им је пружена потпуна антенатална нега, која је најнижа међу индијским  државама.
Стопе коришћења здравствене заштите мајки једнаке су за жене на селу и у градовима у богатијим индијским државама. У сиромашнијим државама урбане жене приступају здравственој заштити много чешће од жена на селу.   Државе БИМАРУ имају низ проблема, укључујући смртност мајки.
Асам
Асам има највећу стопу смртности мајки у Индији.  Унутар Асама неке од највиших стопа смртности мајки су међу радницима на плантажама чаја.
Андра Прадеш
Регионални програм у Андра Прадешу настоји да међу лекарима  и медицинским сестрама истражи који су узроцима смртности мајки у локалним заједницама.  Општа околност је да смртност мајки има различите узроке на различитим местима, али ако би клинике сазнале који су заједнички узроци за то подручје, тада би здравствени радници били боље припремљени за борбу против спречавање будућих смртних случајева међу мајкама.
Бихар
У поређењу са другим државама, Бихар има релативно ниске стопе коришћења услуга медицинске заштите.
Западни Бенгал
Истраживање из 2019. године у руралном делу Западног Бенгала известила су да су „три одлагања“ проузроковала масовну мајчину смрт.  То су кашњење у одлуци за одлазак на клинику, кашњење у стварном доласку на клинику и кашњење у пружању неге на клиници.
Карнатака
Карнатака има највећу стопу смртности мајки у Јужној Индији.  У интервјуима су мајке навеле  да нису користиле здравствене услуге, најчешће због недостатак приступа превозу до клинике, високих трошкова неге и мала користи од посете клиници.   Када мајка умре у овом региону, то је често у постпарталном периоду.
Утар Прадеш
Анкете показују да жене у Утар Прадешу које су образованије и имају више новца знатно чешће  користе више услуга материнског здравља.

## Превенција
У Индији, између осталих фактора, координација између нивоа у систему порођаја и фрагментација неге објашњавају лош квалитет здравствене заштите мајки, што је погоршано масовном неписменошћу.   Већина смртних случајева мајки може се спречити, јер су здравствена решења за спречавање или управљање компликацијама добро позната. У том смислу свим женама је потребно обезбедити приступ висококвалитетној нези у трудноћи, као и током и после порођаја.
Разне цивилне организације предложиле су низ ефикасних стратегија за смањење стопе смртности жена у Индији, које обухватају:
- Давање високог приоритет услугама заштите здравља мајки и детета (МЦХ) кроз интеграцију програма (нпр планирање породице) који се односе на МЦХ;
- Обраћање веће пажње на негу током порођаја, и најкритичнијих периода за могуће компликације;
- Обезбеђење смештаја за породицу у заједници, који може пружити чисто и сигурно место у билизини породиљских чекаоница у болницама за мајке са високим ризиком;
- Побољшање квалитет неге здравља мајки и детета на нивоу руралне заједнице (правилно узимање историје, палпација, преглед крвног притиска и срца фетуса, скрининг фактора ризика и упућивање на лабараторијске анализе);
- Побољшање квалитет неге на нивоу примарне здравствене заштите (хитна помоћ и правилно упућивање);
- Укључивање у постпорођајни програм  заштиту здравља мајки и детета и услуге планирања породице;
- Испитивање изводљивост националне мреже служби за трансфузију крви;
- Едукација младих девојка о здрављу и сексу и неформално едуковање становништва о заштити здравља мајки и детета;
- Истраживање репродуктивног понашање и усредсредите обуку из акушерства и гинекологије првенствено на практичне вештине у управљању радом и порођајем;
- Осигурати свакој жени право на сигурно мајчинство и побољшати превоз, до здравствене установе:

Светска здравствена организација је 2018. године уочила четири недавно спроведене промене у Индији које су утицале на смањење смртности мајки:
1. Влада Индије је повећала доступност здравствене заштите за труднице и новопечене мајке
2. Финансирани су бројни програми  у оквиру којих су плаћани превози породиља до болнице и трошкови порођаја.
3. Повећане су инвестиције у образовање жена
4. Побољшане су здравствене услуге и промовисана сарадња између приватних и државних клиника кроз  неколико програма.

Пре 2017. године, влада Индије се усредсредила на свеобухватно сагледавање смртност мајки, учећи о узроцима смрти како би развила план за превенцију.   Да би потом почев од  2017. индијска влада фокус деловања усмерила у програме за откривање ризика, а затим понудила здравствену заштиту како би спречила смрт мајки.
Национално истраживање из 2016. године, које се очекивало да ће открити да ако домаћинство изгуби жену због смрти мајке, да ће друге жене у домаћинству тражити више клиничких услуга током трудноће и након порођаја, није се остварило.   Супротно овим очекивањима, студија је уместо тога открила да након мајчине смрти, жене уместо тога избегавају болнице и више траже помоћ од традиционалних народних бабица. Разлози за то су различити, али део објашњења је да су многе од тих жена могле да оду у болницу ради неге, али су из неког страха одлуче да то избегну. 
Друштвени фактори који утичу на смртност мајки у Индији су неједнакост:
- у дохотку у појединим деловима Индије;
- у нивоу приступа пренаталној нези и нези у постпарталном периоду;
- у ниво образовања жене;
- у положају мајчине заједнице у регионалној подели између села и града;
- у приступу мајке исхрани током трудноће;
- у степену локалне санитарне исправности;

Исти здравствени системи за праћење који прате смртност мајки, такође траже од жена да пријаве и друге проблеме, попут недостатка доброг третмана од стране болничког особља. 
Иако здравство у Индији процењује и извештава о смртности мајки, пружање услуга опште подршке женама могло би побољшати многе аспекте здравствене заштите.

## Иницијативе за јавно здравље
Миленијумски развојни циљ за побољшање здравља мајки од 2000 — 2015.
Индија је учествовала у Миленијумском развојном циљу за побољшање здравља мајки, у оквиру кога је 
Влада Индије покренула  разне иницијативе за јавно здравље како би обезбедила безбедно и сигурно окружење. Неке од ових иницијатива су:
- Janani Suraksha Yojana (JSY),[68]
- Pradhan Mantri Matru Vandana Yojana (PMMVY),
- Pradhan Mantri Surakshit Matritva Abhiyan (PMSMA).[69]
- Poshan Abhiyan and Laqshya.

Влада Индије је такође предузела и низ иницијатива за побољшање инфраструктуре земље побољшањем путева и пружањем бесплатних услуга хитне помоћи примарној здравственој заштити.

## Истраживањa
Смртност мајки у Индији је велики изазов за проучавање, јер је прилично ретка, може се догодити из различитих разлога, а изазовна је и за извештавање. Прво национално репрезентативно истраживање материнске смртности у целој Индији обављено је 2014. године
На основу две глобална студије из 2015. године спроведен у Индији, у којима је приказана смртност мајки у Индији,  допринеле су изради националне стратегије за планирање у овој области. Упоређујући ове студије са ранијим верзије ове две студије из 2013. године, истраживачи су приметили да су користили различите податке и анализе тако да дошли до различитих закључака о разликама у материнској смртности у Индији.
Извештај из 2017. године није открио значајнији утицај, на промену смртности мајки након велике студије на 160.000 трудница које су учествовале у једнонедељном образовном програму за побољшање здравља мајки и исхода порођаја.